# Korttrick

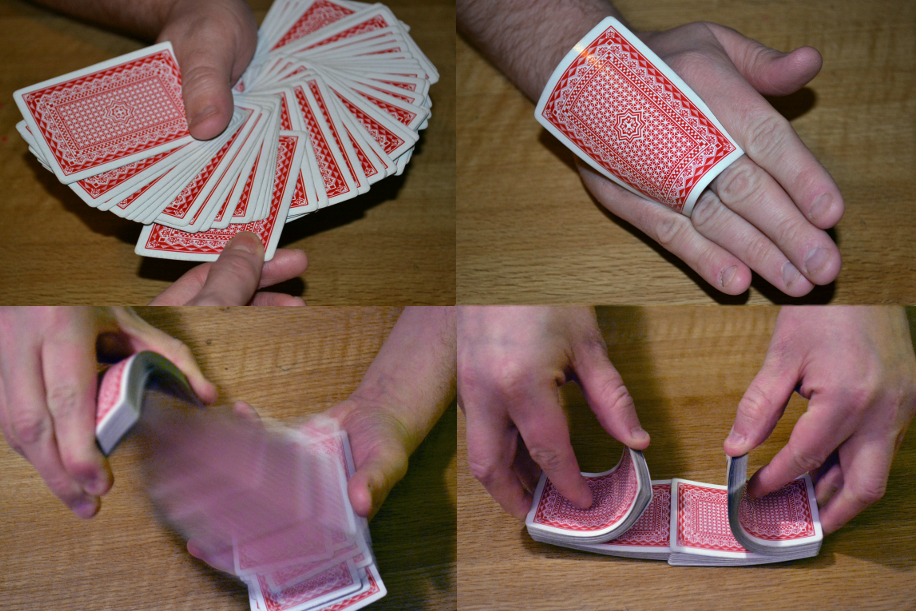
Korttrick. Övre bilden till vänster: "Välj ett kort, vilket som helst". Övre bilden till höger: Palmering av ett kort. Nedre bilden till vänster: Att "skjuta" kort mellan händerna är en sorts trick som inte lurar publiken. Nedre bilden till höger: När man blandar kort finns stora möjligheter att förbereda ett trick.

Korttrick kallas trolleritrick inom genren bordstrolleri, där man använder spelkort. Det finns många korttrick som har blivit berömda. Många handlar om att trollkarlen ska hitta ett kort som en person ur publiken har gömt i en hög av andra kort. Andra trick går ut på att trollkarlen ska laga trasiga spelkort eller gissa vilket kort en person har tagit ur en kortlek.
Några kända korttrollkonstnärer är Ricky Jay, Cardini och Dai Vernon.